# Sportul Studențesc
Sportul Studențesc is een Roemeense voetbalclub uit de hoofdstad Boekarest.
De club werd opgericht in 1916 en hoort daardoor bij de oudste nog actieve Roemeense clubs. De club won 3 keer de beker en eindigde 2de in 1986. In 2010 promoveerde de club weer naar de hoogste klasse.

## Erelijst
- Beker
  - Finalist: 1939, 1943, 1979

## Naamsveranderingen
- Sporting Club Universitar (1916-1919)
- Sportul Studențesc (1919-1946 en 1969-...)
- Sparta București (1946-1948)
- Clubul Sportiv Universitar (1948-1954)
- Știința București (1954-1966)
- Politehnica București (1966-1969)

## Sportul in Europa
Uitslagen vanuit gezichtspunt Sportul Studențesc
| Seizoen | Competitie | Ronde | Land                                          | Club                | Totaalscore  | 1e W    | 2e W       | PUC |
| ------- | ---------- | ----- | --------------------------------------------- | ------------------- | ------------ | ------- | ---------- | --- |
| 1976/77 | UEFA Cup   | 1R    | Vlag van Griekenland (1822-1970 en 1975-1978) | Olympiakos Piraeus  | 4-2          | 3-0 (T) | 1-2 (U)    | 2.0 |
|         |            | 2R    | Vlag van Duitsland                            | FC Schalke 04       | 0-5          | 0-1 (T) | 0-4 (U)    | 2.0 |
| 1983/84 | UEFA Cup   | 1R    | Vlag van Oostenrijk                           | SK Sturm Graz       | 1-2          | 1-2 (T) | 0-0 (U)    | 1.0 |
| 1984/85 | UEFA Cup   | 1R    | Vlag van Italië                               | Internazionale      | 1-2          | 1-0 (T) | 0-2 (U)    | 2.0 |
| 1985/86 | UEFA Cup   | 1R    | Vlag van Zwitserland                          | Neuchâtel Xamax FCS | 4-7          | 0-3 (U) | 4-4 (T)    | 1.0 |
| 1986/87 | UEFA Cup   | 1R    | Vlag van Cyprus                               | Omonia Nicosia      | 2-1          | 1-0 (T) | 1-1 (U)    | 4.0 |
|         |            | 2R    | Vlag van België                               | AA Gent             | 1-4          | 0-3 (T) | 1-1 (U)    | 4.0 |
| 1987/88 | UEFA Cup   | 1R    | Vlag van Polen                                | GKS Katowice        | 3-1          | 1-0 (T) | 2-1 (U)    | 6.0 |
|         |            | 2R    | Vlag van Denemarken                           | Brøndby IF          | 3-3 (3-0 ns) | 0-3 (U) | 3-0 nv (T) | 6.0 |
|         |            | 1/8   | Vlag van Italië                               | Hellas Verona       | 1-4          | 1-3 (U) | 0-1 (T)    | 6.0 |

Totaal aantal punten voor UEFA coëfficiënten: 16.0